# Antsohihy (distrikt)
Antsohihy är ett distrikt i Madagaskar.   Det ligger i regionen Sofiaregionen, i den norra delen av landet, 400 km norr om huvudstaden Antananarivo.